# .gift
.gift – internetowa domena najwyższego poziomu, przeznaczona dla serwisów związanych tematycznie z prezentami. Domena została zatwierdzona przez ICANN 17 października 2013 roku. Dodana do serwerów głównych w listopadzie 2013 roku.